# Abraham bar Hiyya Hanassi
Abraham bar Hiyya Hanassi (hébreu : אברהם בר חייא הנשיא, Abraham fils de [Rabbi] Hiyya « le Prince ») est un rabbin, mathématicien, astronome et philosophe du XIIe siècle. Il est également connu sous les noms de Savasorda (de l'arabe صاحب الشرطة ṣāḥib aš-šurṭa "Chef de la Garde"), ha-Bargeloni (hébreu: "le Barcelonais") ou ha-sefardi (hébreu: l'Espagnol).
Il vit principalement à Barcelone, mais est aussi en contact avec des communautés juives dans le sud de la France actuelle.
Il contribue à faire renaître les mathématiques en Europe. Ainsi, un historien moderne l'appelle "le véritable pionnier des sciences mathématiques en Europe". Il contribue aussi à implanter l'hébreu comme langue scientifique.

## Vie
On ne sait pas grand-chose sur la vie d'Abraham bar Hiyya.
Il pourrait être né vers 1070. Vu son surnom ha-Bargeloni (le Barcelonais), il a de bonnes chances d'être né à Barcelone, en Espagne actuelle.
En tout cas, il vit principalement à Barcelone, mais est aussi en contact avec des communautés juives dans le sud de la France actuelle. Il pourrait aussi avoir passé une partie de sa vie dans la taïfa de Saragosse sous le règne des Houdides.
Pour la date de sa mort, on a proposé 1136 ou 1145. Il pourrait être mort à Barcelone ou en Provence[réf. souhaitée], en France actuelle.

## Œuvre
Abraham bar Hiyya écrit des œuvres de cosmographie, d'astronomie et de géométrie, le tout en hébreu. Il veut ainsi permettre aux Juifs l'accès aux sciences arabes.
Il collabore aussi avec Platon de Tivoli pour traduire certains de ces textes en latin (généralement sous forme abrégée). C'est un des premiers exemples d'une collaboration scientifique entre Juifs et Chrétiens.

### Encyclopédie
Abraham bar Hiyya prévoyait d'écrire une encyclopédie sous le titre de Yesode ha-tebunah u-migdal ha-emunah. Ce titre signifie "Les fondations de l'intelligence et la tour de la foi". Cela représente les deux parties prévues: la science et la religion juive.
Cependant, il n'en subsiste que le début: l'introduction et des chapitres mathématiques. Plusieurs explications sont possibles: soit Abraham bar Hiyya n'a jamais terminé l'encyclopédie; soit les parties aujourd'hui perdues n'ont pas été copiées car moins intéressantes pour les lecteurs de l'époque; soit d'autres œuvres d'Abraham bar Hiyya faisaient en fait partie de l'encyclopédie.
Ce qui reste de la partie mathématique traite de numération, d'opérations fondamentales, d'arithmétique commerciale, de définitions géométriques, d'optique et de musique.
Cette partie mathématique est conservée dans un manuscrit à Munich datant du XIIe siècle, et dans trois autres manuscrits, à Oxford, à Berlin et au Vatican.
L'introduction est conservée uniquement dans un manuscrit à Parme.

### Mathématiques
A côté de l'encyclopédie, Abraham bar Hiyya écrit encore d'autres œuvres mathématiques.
Son livre de géométrie, écrit à l'origine en hébreu, traite du calcul des aires et volumes, mais contient aussi des informations sur les équations du second degré, dans le cadre de problèmes géométriques. Le texte se base sur la seconde partie de l'Algèbre d'Al-Khwarizmi, mais est plus détaillé.
En 1145, Abraham bar Hiyya collabore avec Platon de Tivoli pour le traduire, sous forme abrégée, en latin sous le titre de Liber embadorum ("livre des aires").
C'est ainsi qu'il contribue à diffuser l'équation du second degré en Occident, en des temps troublés où le savoir voyage peu. Leonardo Fibonacci, notamment, utilise le Liber embadorum.

### Philosophie
Il est également auteur de Higayon haNefesh (Logique de l'âme) et Meguilat HaMegualè (Le Rouleau du Révélateur), premiers ouvrages philosophiques rédigés en hébreu, bien que la théologie, l'eschatologie et l'éthique y soient plus abordés que la philosophie proprement dite.
Sa pensée emprunte à Aristote autant qu'à Plotin. Ainsi, il souscrit à la doctrine émanationniste, mais intercale un monde de lumière et un monde de domination entre Dieu et les substances spirituelles. Ses conceptions de forme et matière sont, quant à elles, aristotéliciennes, car ces principes ne peuvent exister que dans le monde corporel et non dans celui des substances simples.

### Editions et traductions d'œuvres
Par ordre chronologique des éditions.
- Sefer ha-Ibbur, édité par H. Filipowski, Londres, 1851.
- Megillat ha-megalle. Libre revelador, traduction en catalan par José María Millás Vallicrosa, Barcelone, 1929.
- Hibbur ha-Meshihah ve-ha-Tishboret, édité par Michael Guttmann, Berlin, 1931.
- Yesodei ha-tebuná u-migdal ha-emuna, édité par José María Millás Vallicrosa, Madrid-Barcelone, 1952. Texte hébreu et traduction en espagnol.
- Sefer Surat ha-Ares, édité par José María Millás Vallicrosa, Madrid-Barcelone, 1956. Texte hébreu et traduction en espagnol.
- Sefer Heshbon Mahalakhot ha-Kokhavim, édité par José María Millás Vallicrosa, Barcelone, 1959. Texte hébreu et traduction en espagnol.
- Luhot, édité par José María Millás Vallicrosa, Madrid-Barcelone, 1959. Texte hébreu et traduction en espagnol.
- The meditation of the Sad Soul, traduction en anglais par Geoffrey Wigoder, New York, 1969.

La Bibliotheca Hebraico-Catalana (Barcelone, 1931) contient des traductions en catalan.

### Littérature secondaire
Par ordre chronologique.
- (de) Moritz Steinschneider, « Abraham Judaeus Savasorda und Ibn Ezra », Zeitschrift für Mathematik und Physik, no 12,‎ 1867, p. 1-44
- (de) Jacob Guttmann, « Die philosophischen und ethischen Anschauungen in Abraham Bar Chijja's Hegjon ha-Nefesch », Monatsschrift für Geschichte und Wissenschaft des Judentums, no 44,‎ 1900, p. 193-217
- (de) Jacob Guttmann, « Über Abraham Bar Chijja's Buch der Enthüllung », Monatsschrift für Geschichte und Wissenschaft des Judentums, no 47,‎ 1903, p. 446-468 et 545-569
- Georges Vajda, « Abraham bar Hiyya et Al-Fârâbî », Revue des études juives, no 104,‎ 1938, p. 113-119
- (he) Chaim Rabin, « Abraham Bar Hiyya et la renaissance de notre langue au Moyen-Age », Metzuda, nos 3-4,‎ 1945, p. 158-170
- Georges Vajda, « Les idées théologiques et philosophiques d'Abraham bar Hiyya », Archives d'histoire doctrinale et littéraire du Moyen-Age, no 15,‎ 1946, p. 191-223
- Georges Vajda, Introduction à la pensée juive du Moyen-Age, Paris, 1947, 97-102 p.
- (es) José María Millás Vallicrosa, Estudios sobre historia de la ciencia española, Barcelone, 1949, p. 219-262. Comprend une liste d'œuvres.
- (en) Martin Levey, « The Encyclopedia of Abraham Savasorda: A Departure in Mathematical Terminology », Isis, no 43,‎ 1952
- (en) Martin Levey, « Abraham Savasorda and His Algorism: A Study in Early European Logistic », Osiris, no 11,‎ 1954
- (es) José María Millás Vallicrosa, Nuevos estudios sobre historia de la ciencia española, Barcelone, 1960, p. 183-190
- Georges Vajda, « Le système des sciences exposé par Abraham Bar Hiyya et une page de Juda ben Barzilai », Sefarad, no 22,‎ 1962, p. 60-68
- (en) Israel Efros, Studies in Medieval Jewish Philosophy, New York, 1974, p. 171-252
- (he) Sara Klein-Braslavy, « Le commentaire d'Abraham Bar Hiyya sur le récit de la création de l'homme et le récit du jardin d'Eden », dans Yisra'el Efrot - Meshorer ve-Hogeh, Tel-Aviv, 1981
- (en) Mercedes Rubio, « The first Hebrew encyclopedia of science: Abraham bar Hiyya's Yesodei ha-tevunah u-migdal ha-emunah », dans Steven Harvey, The medieval Hebrew encyclopedias of science and philosophy, Kluwer Academic Publishers, 2000 (ISBN 0-7923-6242-X), p. 140-153
- (en) Y. Tzvi Langermann, « Bar Ḥiyya: Abraham Bar Ḥiyya Savasorda », dans The Biographical Encyclopedia of Astronomers, New York, Thomas Hockey, 2007 (ISBN 978-0-387-31022-0, lire en ligne), p. 95–96{{Article encyclopédique}} : l'usage du paramètre |périodique = Springer laisse présager

 (PDF version)